# 博赫丹·赫梅利尼茨基紀念碑

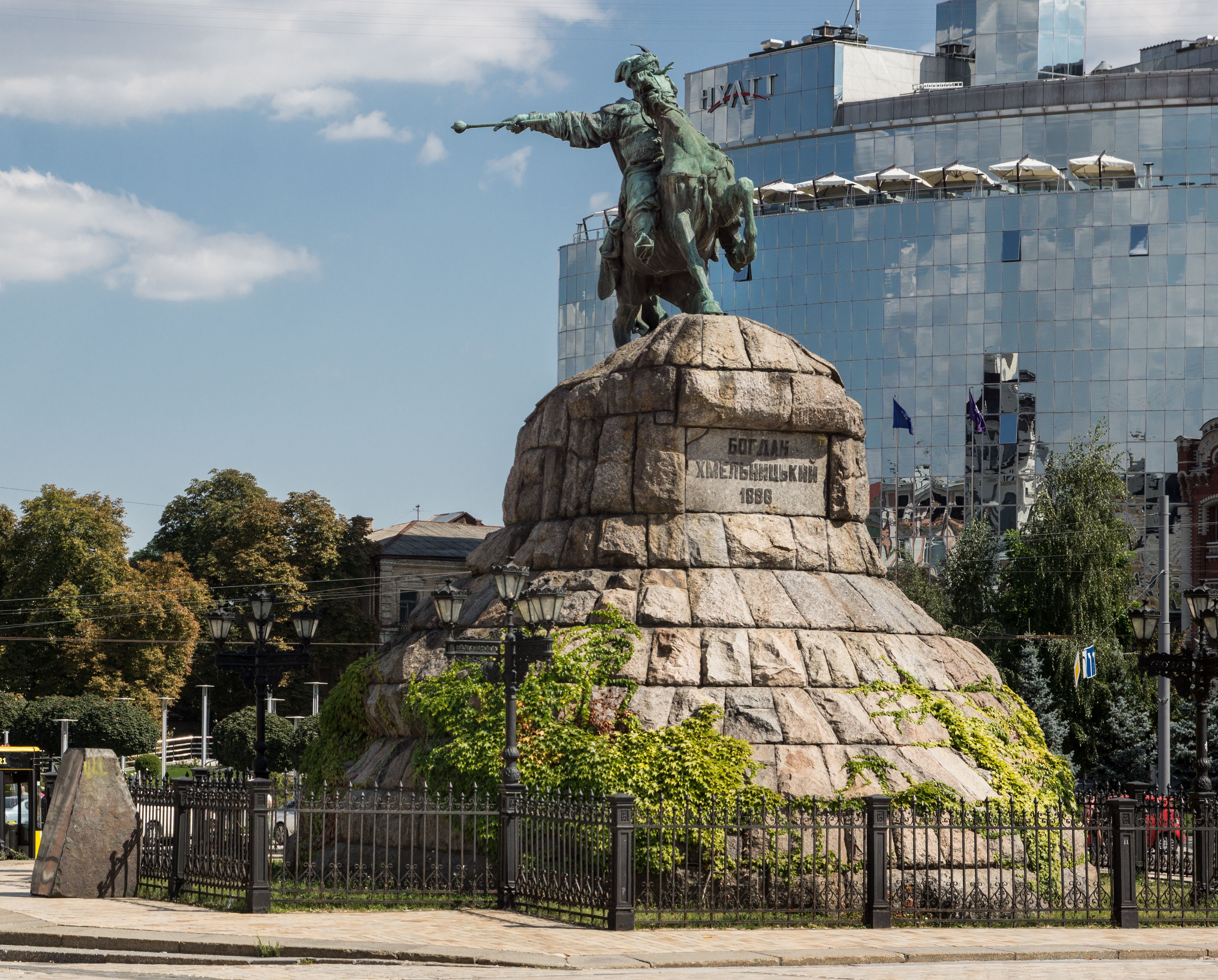

博赫丹·赫梅利尼茨基纪念碑（羅馬化：Pamiatnyk Bohdanovi Khmelnytskomu）是乌克兰基辅的一座纪念碑，纪念哥萨克酋长国首任酋长博赫丹·赫梅利尼茨基。它建于1888年，是最古老的雕塑遗迹之一，位于索菲亚广场（昔日城市主广场）的中央，也是这座城市的标志之一。它所在的轴线，两端分别是索菲亚主教座堂的钟楼和圣米歇尔修道院。
1648年12月23日，领导哥萨克军团的赫梅利尼茨基在皮利亚夫西战役战胜波兰军队后不久，通过金门进入基辅，在这里与基辅居民会面。

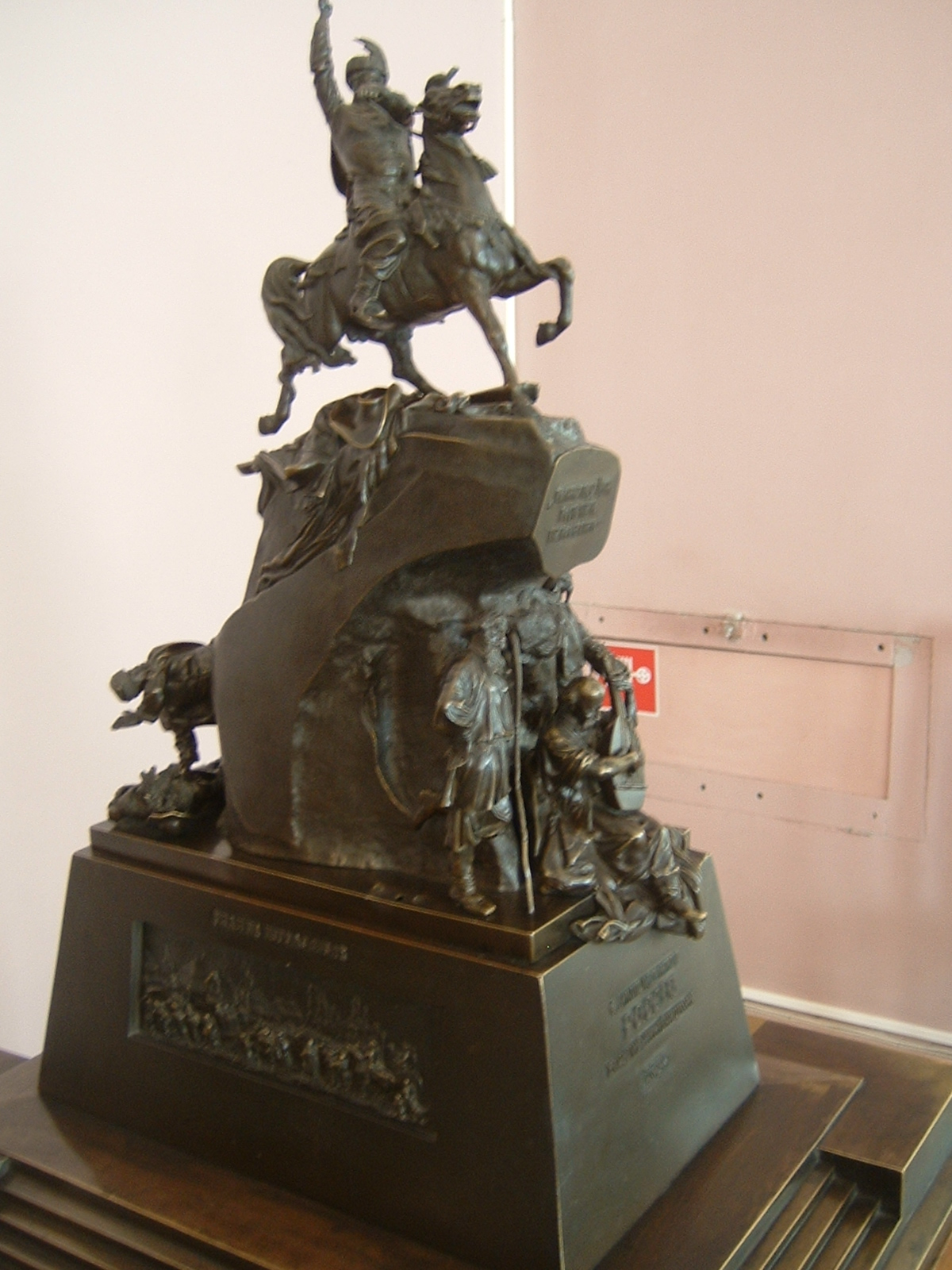
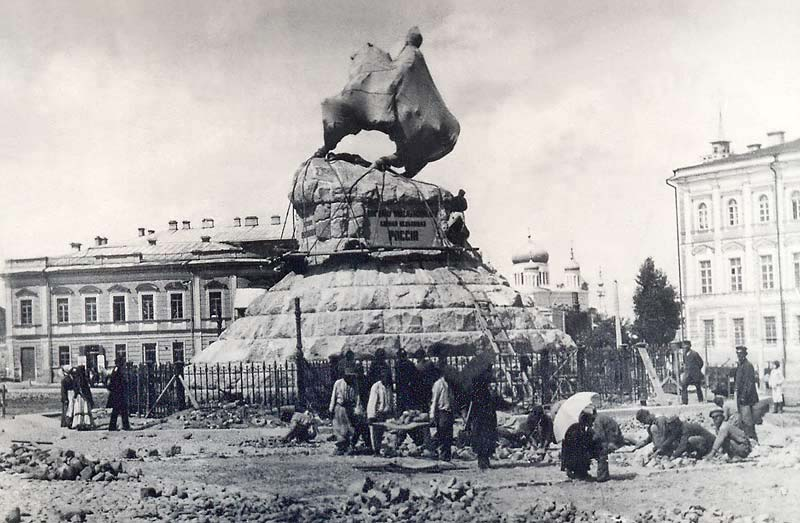
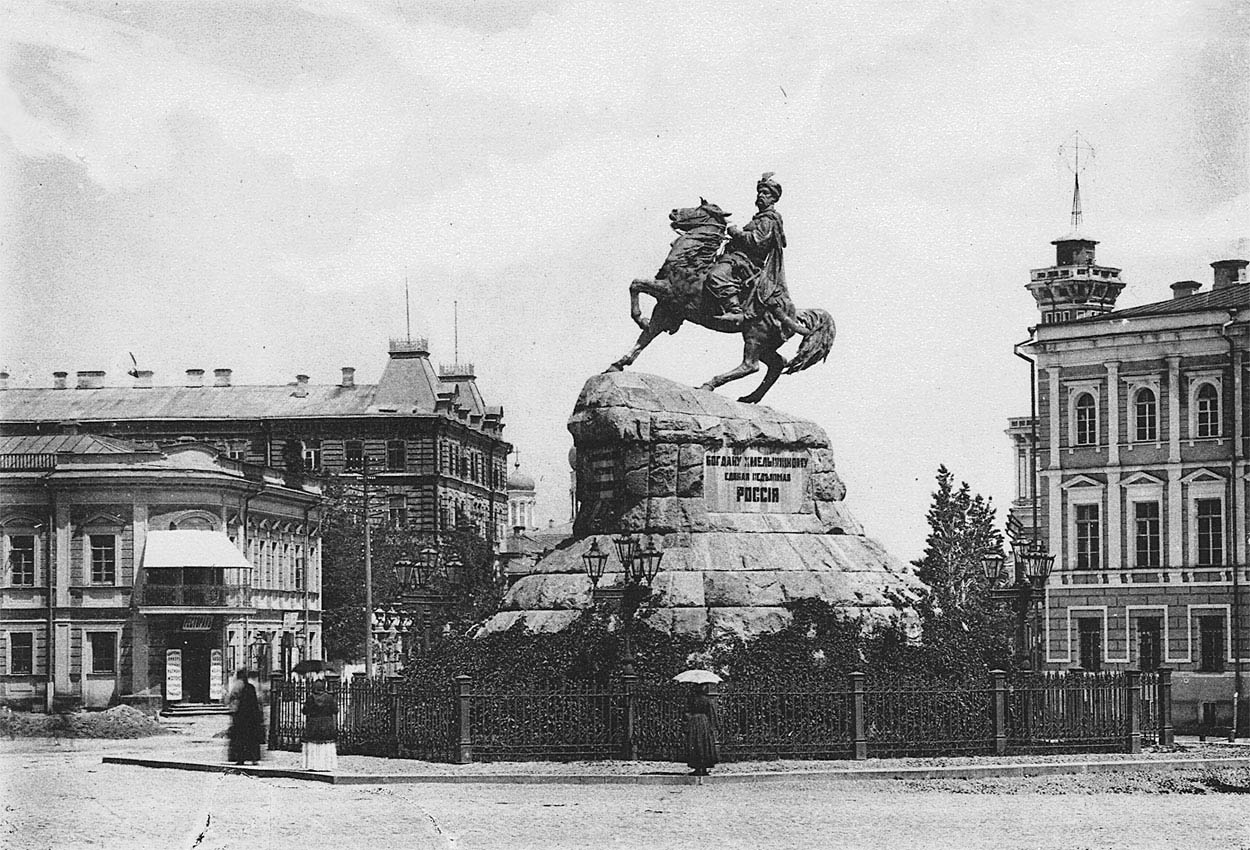
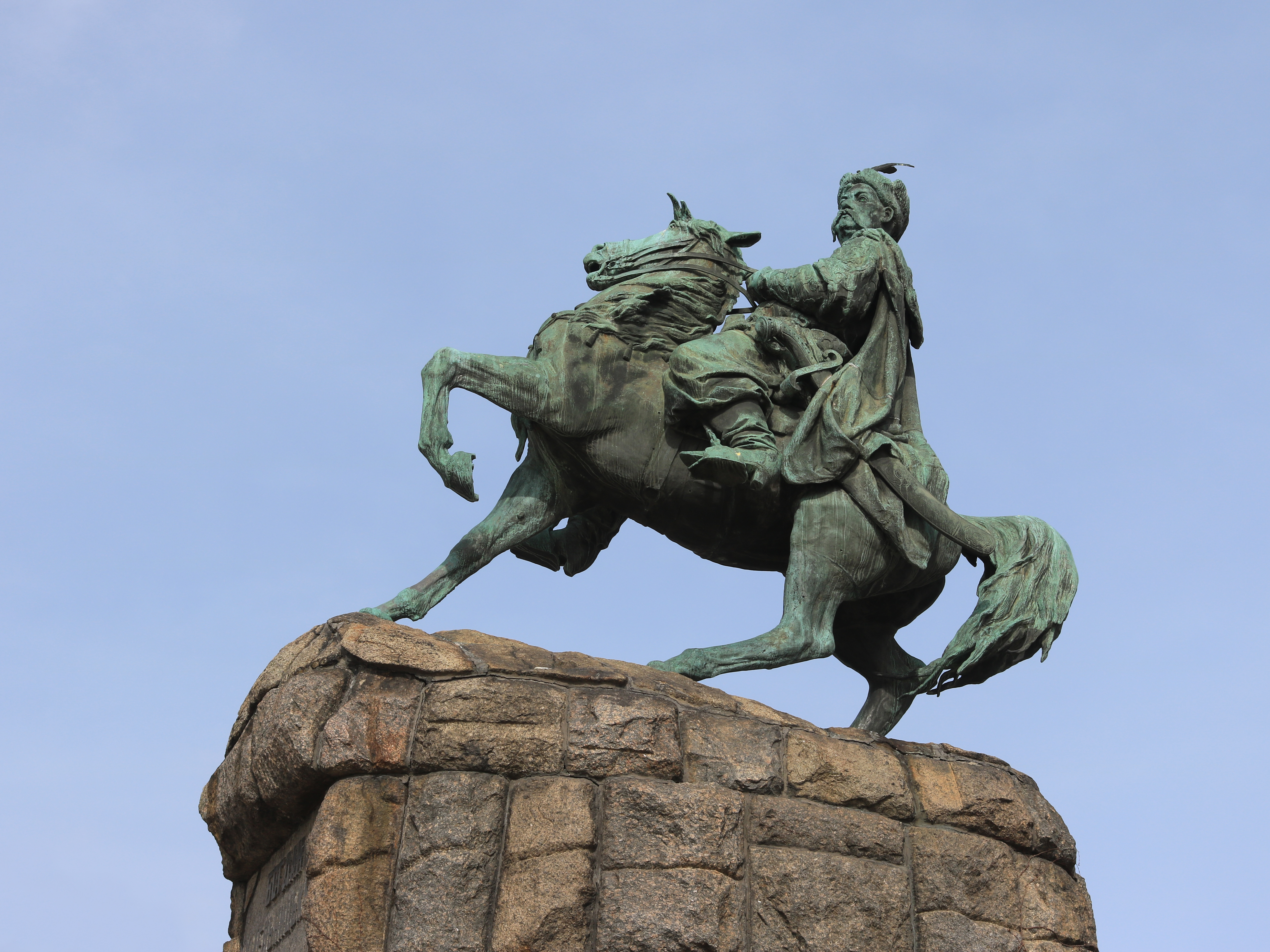
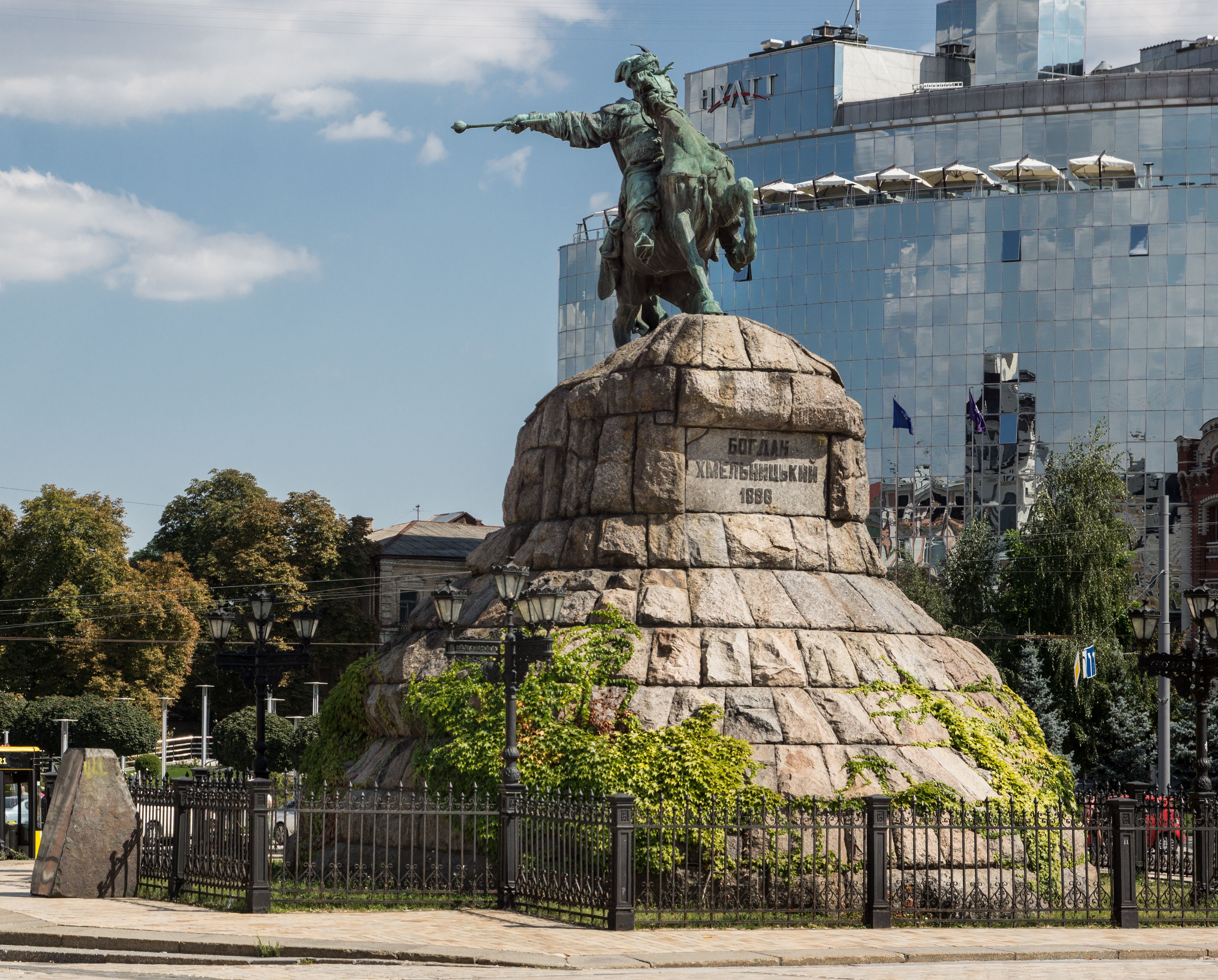
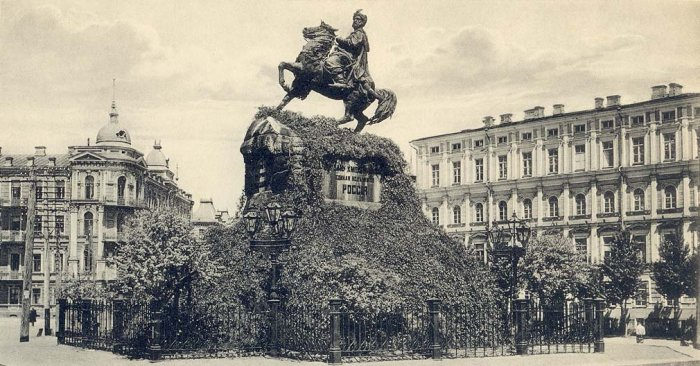
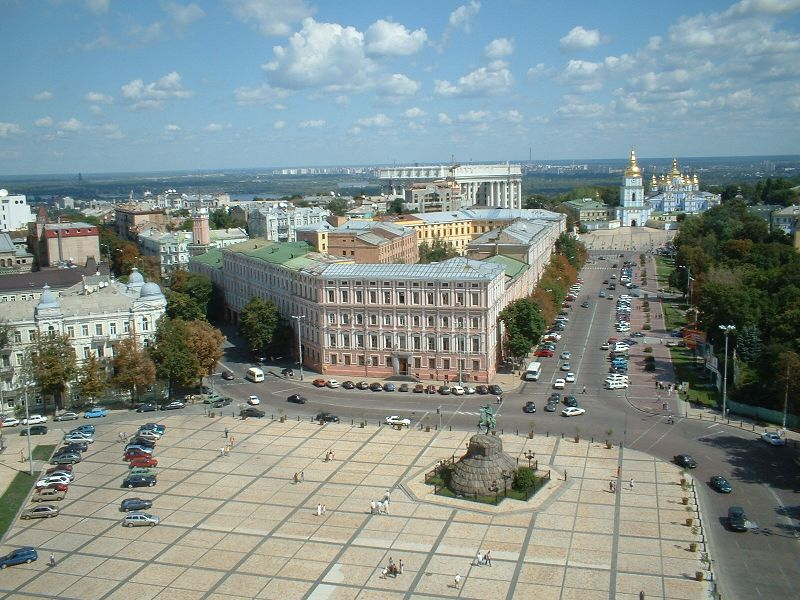
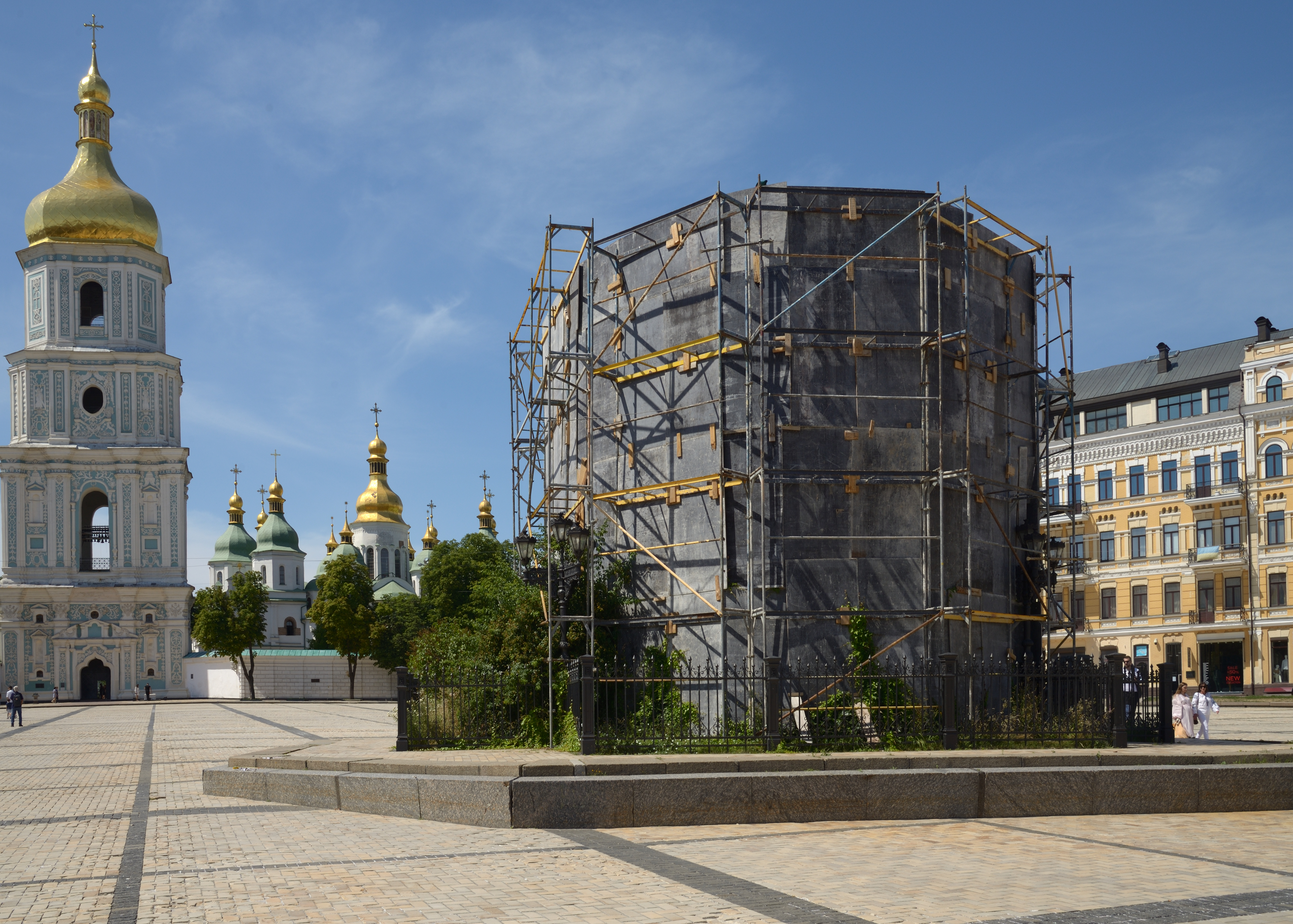